# Dioscorea nipponica
Dioscorea nipponica là một loài thực vật có hoa trong họ Dioscoreaceae. Loài này được Makino mô tả khoa học đầu tiên năm 1891.